# V338 Волопаса
V338 Волопаса (лат. V338 Boötis) — одиночная переменная звезда** в созвездии Волопаса на расстоянии приблизительно 10829 световых лет (около 3320 парсеков) от Солнца. Видимая звёздная величина звезды — от +13,22m до +12,71m.

## Характеристики
V338 Волопаса — жёлто-белая пульсирующая переменная звезда типа RR Лиры (RR(B))* спектрального класса F. Радиус — около 4,86 солнечных, светимость — около 57,697 солнечных. Эффективная температура — около 7219 K.